# Józef Lemański
Józef Lemański, pseudonimy Grusza, Kajtuś (ur. 15 marca 1928 w Chotomowie, zm. 25 stycznia 2018) – polski działacz harcerski i konspiracyjny z czasów II wojny światowej, później działacz społeczny i samorządowiec.

## Życiorys
Był synem legionisty Stanisława, zesłanego na Sybir w 1918 roku, oraz Stefanii z domu Grabowskiej. W wieku 10 lat wstąpił do Związku Harcerstwa Polskiego. W 1941 wstąpił do Szarych Szeregów przy dowództwie 3 kompanii AK – Chotomów. Uczestniczył w akcjach sabotażowych, głównie na szlaku kolejowym. 1 sierpnia 1944 przydzielony jako sanitariusz do szpitala polowego, w czasie powstania był także łącznikiem. Po upadku powstania warszawskiego wraz z rodziną ukrywał się w okolicach Kampinosu, do Chotomowa powrócił w styczniu 1945.
Po II wojnie światowej działał jako społecznik na rzecz Ochotniczej Straży Pożarnej oraz wychowanie młodzieży i pielęgnowanie miejsc pamięci narodowej. Zabiegał o oznaczanie miejsc wydarzeń historycznych i nadawanie nazw ulic bohaterom pola walki. Od 1968 do 1988 był także radnym gminy Jabłonna.
Kawaler wielu orderów i odznaczeń, w tym: Medalu Kustosza Tradycji Chwały i Sławy Oręża Polskiego, Krzyż Oficerski Orderu Odrodzenia Polski, Krzyża Powstańczego, Krzyża Armii Krajowej, Krzyża „Za Zasługi dla ZHP”, Medalu Pro Patria, odznaki Za wybitne Zasługi dla Związek Kombatantów RP i Byłych Więźniów Politycznych. 26 kwietnia 2017 odznaczony tytułem Honorowy Obywatel Gminy Jabłonna. Za zasługi w zakresie ochrony przeciwpożarowej odznaczony Złotym Znakiem Związku Ochotniczych Straży Pożarnych RP.
Pochowany na cmentarzu w Chotomowie (kw. 8/6/16, grób 831).